# Miecz Herulów
Miecz Herulów, miecz herulski – w piśmiennictwie bizantyjskim nazwa miecza typu spatha, używanego zwłaszcza w formacji klibanariuszy.
Wśród kadry oficerskiej i oddziałów gwardyjnych (np. Herulów - stąd nazwa) w VII-VIII wieku popularna była jego modyfikacja tzw. semispatha - broń lżejsza i krótsza do finezyjnej szermierki, z otwartą rękojeścią szablową często zoomorficznego kształtu, co było nawiązaniem do dawnych tradycji rzymskich.